# Scleroprocta pentagonalis
Scleroprocta pentagonalis is een tweevleugelige uit de familie steltmuggen (Limoniidae). De soort komt voor in het Palearctisch gebied.